# 20045 Semeniuk
20045 Semeniuk este o planetă minoră (asteroid), cu un diametru de 4,086 km, din centura de asteroizi. A fost descoperită pe 17 martie 1993 la Observatorul La Silla de Uppsala–ESO Survey of Asteroids and Comets⁠(d). 
Obiectul prezintă o orbită caracterizată de o semiaxă mare de 2,5834698 UAi, o excentricitate de 0,17, o înclinație de 3,66795 ° în raport cu ecliptica.